# Transition démocratique
La transition démocratique est un processus politique caractérisé par passage progressif d'un régime non-démocratique, par exemple une dictature, à une démocratie. La transition peut avoir lieu dans des conditions très différentes. Elle s'étale en général sur plusieurs années et des contextes très différents - le niveau de développement tout comme l'existence antérieure d'un système démocratique sont des facteurs favorisant le succès de cette transition. Ainsi, lorsqu'il s'agit de juntes militaires, celles-ci négocient souvent leur immunité avant de quitter le pouvoir (cf. le Chili sous Pinochet ou la dictature argentine.) Aussi, la transition en question peut parfois prendre de nombreuses années. En Espagne, au moment du vote sur la loi sur la mémoire historique en 2006, il y a encore des rues portant le nom de Franco.
En Europe, outre la disparition des régimes socialistes du "bloc soviétique" à partir de l'année 1989, on peut citer la "Transition démocratique espagnole" (1975-82) ou la révolution des œillets au Portugal (1974) . L'Allemagne qui a connu trois transitions démocratiques au XXe siècle (1918-1933, 1945-1949, 1989-1990) est un autre cas particulier.

## Afrique du Sud
Les négociations sur le démantèlement de l'apartheid en Afrique du Sud se sont tenues entre 1990 et 1993 au travers d'étapes menées par le gouvernement de Frederik de Klerk.
Elles débutent par une rencontre entre le Congrès national africain et le gouvernement, le 4 mai 1990, à la résidence présidentielle de Groote Schuur, laquelle donne lieu à la signature de l'« accord de Groote Schuur » (Groote Schuur minute).
Ces négociations, visant à mettre un terme à l'apartheid et à négocier une nouvelle constitution sud-africaine, se tiennent entre le gouvernement de Klerk, le Parti national (NP) au pouvoir et le Congrès national africain (ANC), avec le concours de nombreuses autres organisations politiques parlementaires ou non-parlementaires. 
Les négociations se déroulent dans le contexte d'une importante violence politique dans le pays. Il existe à cette époque des allégations quant à l'existence d'une force subventionnée par l’État pour déstabiliser le pays.
En 1991, de Klerk crée la Commission Goldstone afin d'enquêter sur ces violences et, si possible, les prévenir. Celle-ci permet notamment la mise au jour de l'existence d'une unité secrète de contre-terrorisme, le Vlakplaas, lié aux services de sécurité de la police sud-africaine, alors dirigé par le colonel Eugene de Kock (arrêté en 1995).

## Argentine
Le 30 octobre 1983, des élections furent organisées pour renouveler le président, le vice-président, les gouverneurs de province et les représentants locaux. Le scrutin fut validé par les observateurs internationaux. Raúl Alfonsín (1927-2009), de l'Union civique radicale, remporta l’élection présidentielle avec 52 % des voix. Son mandat de 6 ans débuta le 10 décembre 1983. Il œuvre notamment pour le rétablissement des institutions publiques et des droits et garanties constitutionnels, instituant le 15 décembre 1983 la Comisión Nacional sobre la Desaparición de Personas (Commission nationale sur la disparition des personnes, CONADEP) présidée par l'écrivain Ernesto Sábato, tandis que les principaux dirigeants de la junte sont jugés, en 1985, lors du Procès de la junte. Cependant, la « théorie des deux démons » est alors en vogue, mettant sur le même plan violences des groupes révolutionnaires et terrorisme d'État, comme si le second était une réponse au premier alors que les guérillas avaient été démantelées dès avant le coup d'État. L'ex-gouverneur Ricardo Obregon Cano (es) est aussi condamné, lors du Procès de la junte, pour « association illicite » avec les Montoneros, tandis qu'Oscar Bidegain est de nouveau contraint à s'exiler. Certains secteurs de l'armée s'opposent par ailleurs aux procès contre les militaires, suscitant plusieurs soulèvements armés des Carapintadas. À la suite de cette instabilité politique, le gouvernement Alfonsín promulgue des lois amnistiant les crimes commis par les militaires avec la loi du Point final en 1986.
Le retour à la démocratie entraîne de sérieuses améliorations au niveau des relations extérieures. Sous le mandat de Raúl Alfonsín se règle un différend frontalier avec le Chili qui écarte un risque de conflit, qui avait failli provoquer une guerre en 1978 (conflit du Beagle). Les deux pays signent le 29 novembre 1984 un traité de paix et d'amitié. C'est ensuite avec son rival régional le Brésil que l'Argentine se réconcilie le 30 novembre 1985, date de la déclaration de Foz do Iguaçu. Cette déclaration est la première pierre de ce qui va devenir le Mercosur.
Au niveau économique, la situation du pays, tout au long de son mandat, est extrêmement difficile. Les prix sont en hyperinflation constante, atteignant déjà des records mondiaux en 1983. Durant l'année 1984, l'inflation annuelle s'établit à 625 %, alors que l'augmentation moyenne des salaires n'est que 35 %. À l'approche de la fin du mandat présidentiel en mai 1989, l'inflation mensuelle est 78 %, accompagnée d'une hausse vertigineuse du taux de pauvreté, passant de 25 % en mai à 47 % en octobre.

## Chili
Pour les articles homonymes, voir Transition démocratique.

## Tibet
La démocratisation tibétaine est un processus qui s'est développé en Inde après l'exil en 1959 d'une communauté tibétaine ayant suivi le 14e dalaï-lama. Née sous son impulsion, elle n'est pas le résultat d’un mouvement populaire, à la différence d'autres nations.
Ayant été intronisé chef temporel et spirituel du Tibet le 17 novembre 1950 peu après l'intervention de l'armée populaire de libération chinoise à l'est du Tibet, le dalaï-lama hérita d'un gouvernement théocratique. Il nomma un comité de réformes en 1952 afin de moderniser le fonctionnement et les institutions du Tibet. S'il put mettre en place un certain nombre de réformes quand il était encore au pouvoir, d'autres furent contrecarrées par l'arrivée des communistes à Lhassa. Il confirma sa volonté de modifier le système politique tibétain dans ses discours et ses actions en exil, et s'impliqua fortement dans la démocratisation du gouvernement tibétain en exil.
Le dalaï-lama a œuvré pour que les Tibétains s'émancipent, en leur apportant une éducation à la démocratie à l'aide du Centre tibétain pour les droits de l'homme et la démocratie et en quittant le devant de la scène politique. Il renonce à sa fonction de chef du gouvernement tibétain en exil en 2011, laissant place au premier ministre tibétain Lobsang Sangay et se concentre sur sa fonction spirituelle. Il conserve cependant une influence politique et envisage de se retirer définitivement de la vie politique quand un accord sur le Tibet sera conclu avec la Chine.

## Tunisie
La transition démocratique en Tunisie est une période de l'histoire de la Tunisie contemporaine qui se déroule après la révolution consécutive à la fuite du président Zine el-Abidine Ben Ali, le 14 janvier 2011. Elle débute le 15 janvier 2011, date de l'investiture du président par intérim Fouad Mebazaa.

## Uruguay
Gregorio Álvarez Armelino prend le pouvoir le 12 octobre 1981 et a lentement repris le dialogue avec les partis politiques, organisant une transition démocratique tout en continuant à réprimer les mouvements sociaux (la dernière disparition forcée datant de 1984).
Des élections internes furent organisées en 1982 dans les partis autorisés (colorado, blanco et Union civique), et remportées par les secteurs de l'opposition à la dictature. Les syndicats clandestins se sont réorganisés, formant la PIT, puis, le 12 novembre 1983, les principales forces politiques du pays (colorados et blancos) ainsi que le Front large et l'Union civique organisèrent l'Acte de l'Obélisque (es), manifestation rassemblant 400 000 personnes à Montevideo et des milliers en province, en vue de réclamer l'organisation d'élections libres. Les mobilisations en faveur des droits de l'homme grandissaient, avec la participation active du SERPAJ, auquel appartenait l'avocate socialiste Azucena Berruti. Contre l'avis du Parti colorado, dont son chef Julio María Sanguinetti, la confédération syndicale PIT organisa, avec le SERPAJ, la fédération de coopératives Fucvam (Federacíon Uruguay de Cooperativas de Viviendas por Ayuda Mutua) et le syndicat étudiant de l'Asceep (Asociación Social y Cultural de Estudiantes de la Enseñanza Pública) une grève générale le 18 janvier 1984 pour réclamer le retour de la démocratie, ce qui mena à une tentative du régime de dissoudre la PIT par décret.
Après des négociations secrètes entre les partis autorisés et les militaires, le pacte du Club Naval (es) du 3 août 1984 ouvrit la voie aux élections de novembre 1984 (es), remportées par le candidat colorado, Julio María Sanguinetti, élu avec un peu plus de 31 % des voix, contre 29 % pour Alberto Zumarán (es) (blanco) et 21 % pour Juan José Crottogini (es) (Front large). Le président du Front large, Líber Seregni, ainsi que le blanco Wilson Ferreira (es) n'avaient pas eu le droit de se présenter. L'autre candidat colorado, Pacheco Areco, eut moins d'un quart des voix au sein du Parti colorado, contre plus de 75 % pour María Sanguinetti (voir ley de lemas). Sanguinetti avait assuré aux militaires que même les plus hauts responsables ne seraient pas poursuivis.
Le Conseil de sécurité nationale (es) fut abrogé en avril 1986. Une loi d'amnistie fut votée en décembre 1986, et confirmée lors d'un référendum pour son abrogation, d'abord en 1989 puis lors des élections générales de 2009. Celle-ci subordonne toute poursuite judiciaire à l'autorisation de l'exécutif.

## Autre lecture
- Julien Cleyet-Marel, Le développement du système politique tibétain en exil, préface Richard Ghevontian, Fondation Varenne, 2013,  (ISBN 2916606726 et 9782916606729), p. 316-317.